# Louis-Aimé Grosclaude

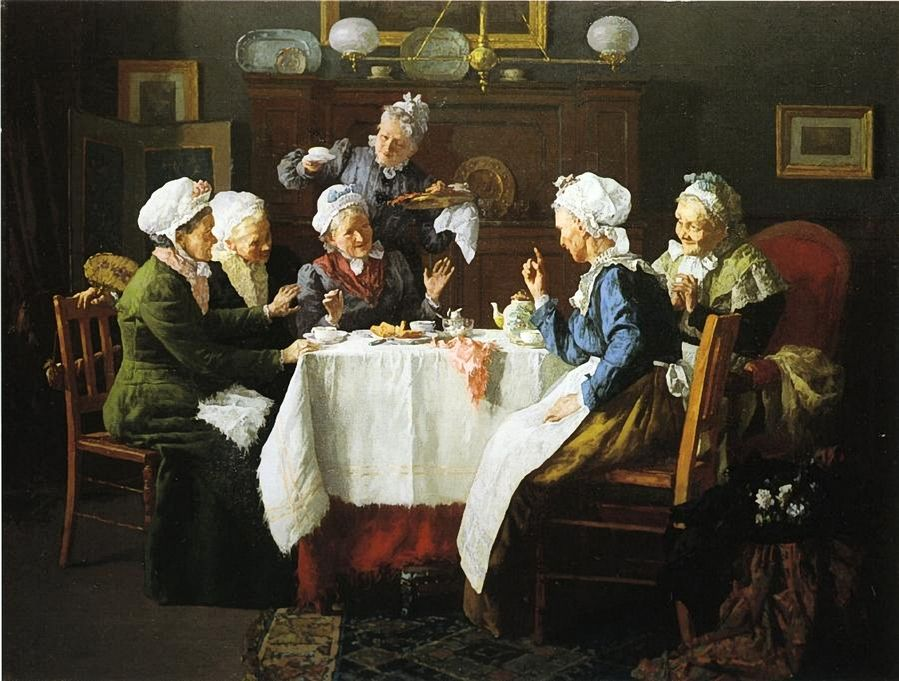
Teestunde

Louis-Aimé Grosclaude (* 26. September 1784 in Le Locle; † 11. Dezember 1869 in Paris) war ein Schweizer Genre- und Porträtmaler.

## Biografie
Louis-Aimé Grosclaude stammte aus einer Familie etablierter Uhrmacher in Le Locle. Nach seiner Ausbildung gab er seinen Beruf auf und übte als Autodidakt das Malen von Stillleben. Er kam 1803 nach Genf, wo er unter der Leitung eines niederländischen Meisters die Grundlagen des Malerberufs erlernte. 1805 kam er in das Pariser Atelier von Jean-Baptiste Regnault, Professor an der École des beaux-arts de Paris. Er besuchte regelmässig den Louvre, um dort die flämischen und italienischen Meister zu kopieren.
Regnault, der sein Talent erkannte, ermutigte ihn, sich um den Prix de Rome zu bewerben, aber Grosclaude musste krank zur Behandlung in die Schweiz zurückkehren. Er kam nochmals, um seine Ausbildung in Paris zu beenden, erkrankte aber 1807 wieder und liess sich in Genf nieder.
Er nahm ab 1816 an den Ausstellungen der Société des Arts teil und erlangte den Ruf eines Porträtmalers, er beschäftigte sich weiterhin mit der Genremalerei. 1824 heiratete er die Malerin Jeanne Pernette Jourdan, mit der 1831 einen Sohn, Louis-Frédéric, bekam.
Bei seinem ersten Besuch an der Berliner Akademie im Jahr 1826 wurde er zum Mitglied gewählt. Um diese Zeit lernte er den englischen Genremaler David Wilkie auf einer Reise auf den Kontinent kennen.
Ab 1827 nahm Grosclaude regelmäßig am Salon in Paris teil. 1835 erhielt er eine Medaille der dritten Klasse für sein Gemälde mit dem Titel Toast à la vendange (1834), das in die königliche Sammlung aufgenommen wurde. Im selben Jahr liess er sich mit seiner Familie dauerhaft in Paris nieder. Dort erhielt er im Salon von 1838 die Medaille zweiter Klasse und 1845 die Medaille erster Klasse.
Sein großes Gemälde Marino Faliero, Doge von Venedig (1842) wurde auf der ersten Ausstellung der Gesellschaft der Freunde der Künste in Neuchâtel präsentiert und von einem reichen Privatmann dem dortigen Kunstmuseum gestiftet.
Von da an malte er während seiner Aufenthalte in seiner Heimat zahlreiche Porträts von Persönlichkeiten aus Neuenburg. Die Bourgeoisie posierte oft in seiner Werkstatt, wie der wohlhabende Baron James de Rothschild, der ihm die wichtigsten Befehle sandte. Eine große Anzahl dieser Porträts erschien dann im Salon in Paris und begründete Grosclaudes Ruf in der Gesellschaft.
Zu seinen Schülern gehörten u. a. François Bocion, Frédéric Zuberbühler und sein Sohn Louis-Frédéric Grosclaude.